# Augusta Déjerine-Klumpke

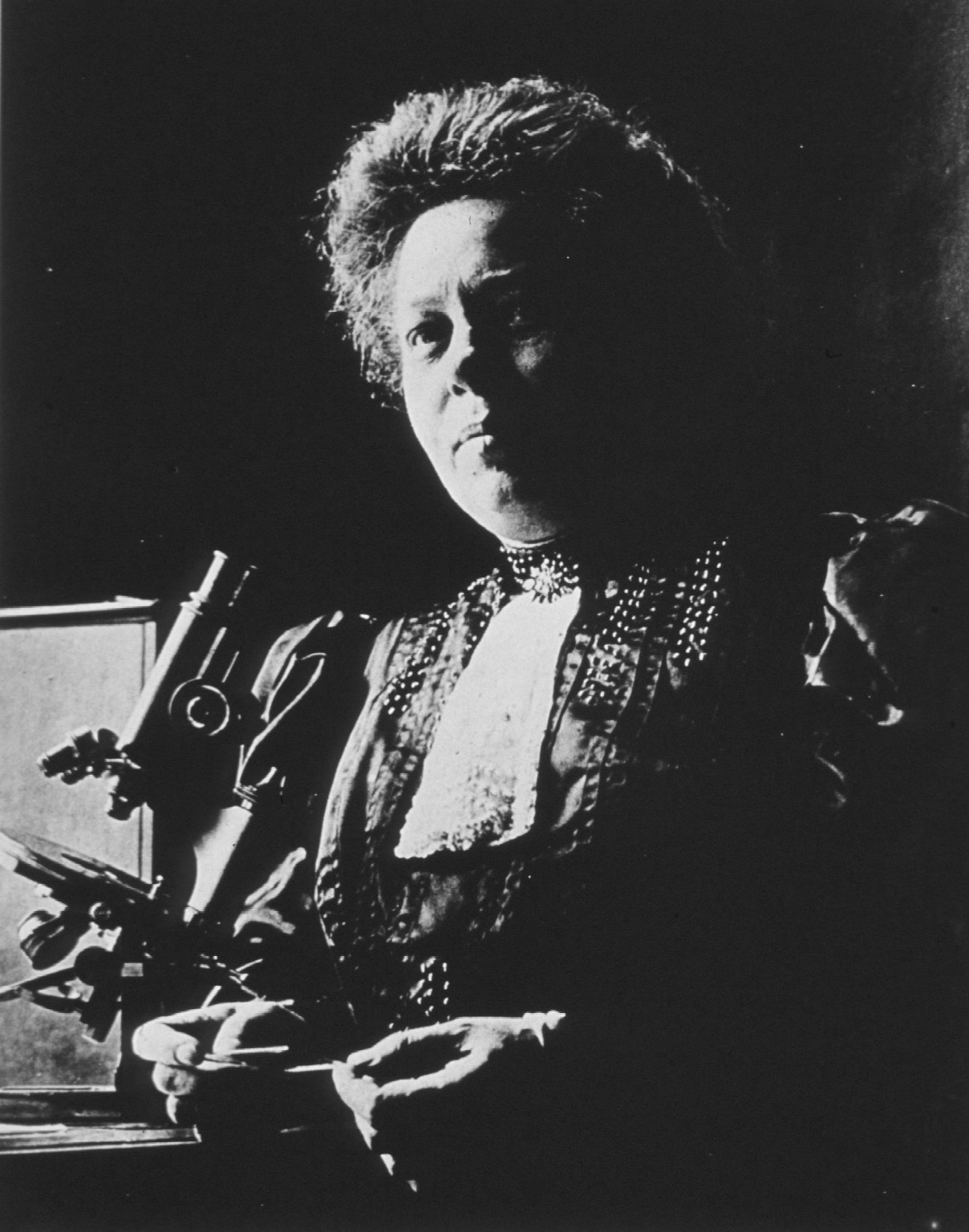
Augusta Dejerine-Klumpke

Augusta Déjerine-Klumpke (* 15. Oktober 1859 in San Francisco, Kalifornien; † 5. November 1927 in Paris) war eine amerikanisch-französische Neurologin, die für ihre Arbeit in der Neuroanatomie bekannt war und die erste Absolventin des Internat des hôpitaux de Paris.

## Leben

### Kindheit und Jugend

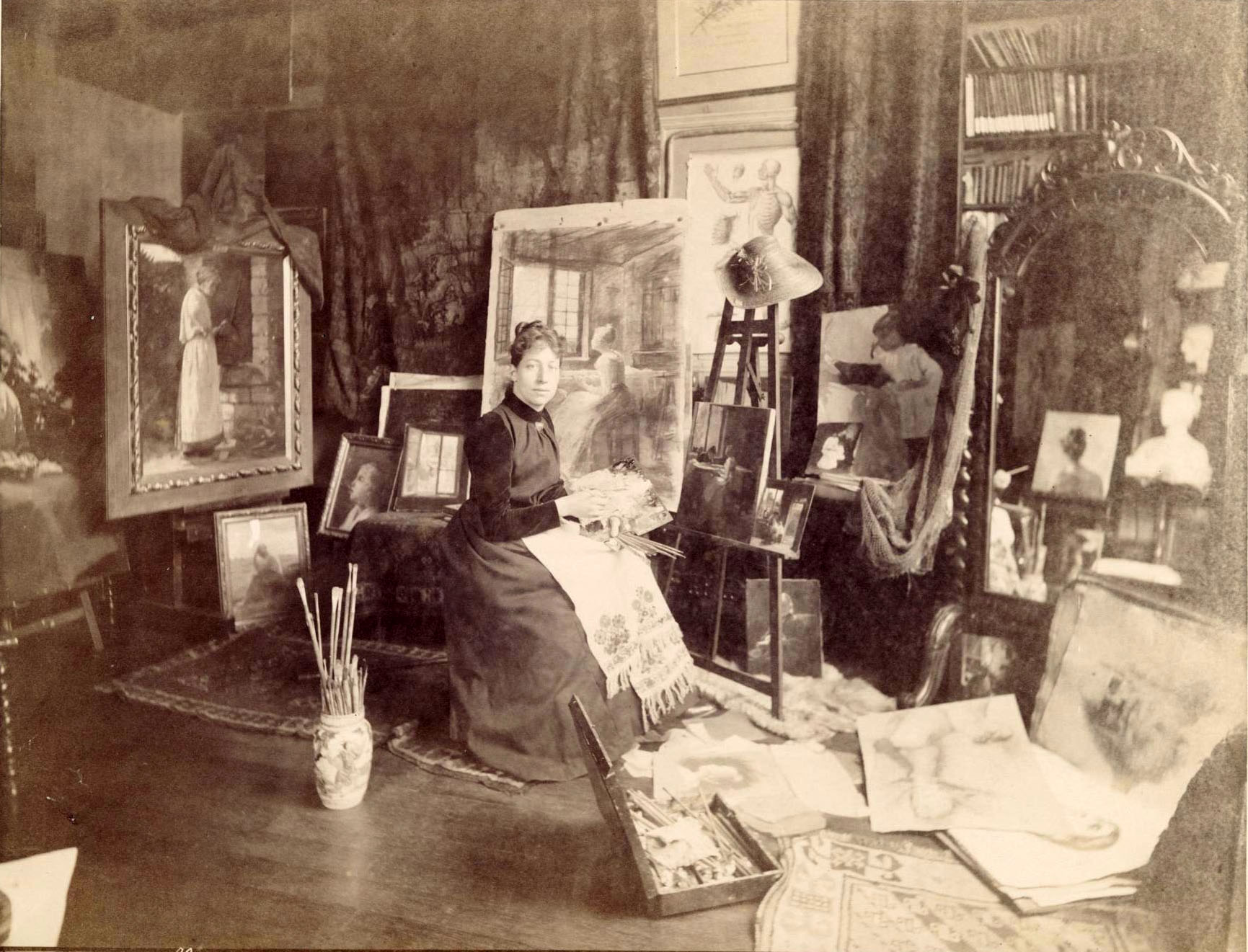
Anna Elizabeth, etwa 1885/1890
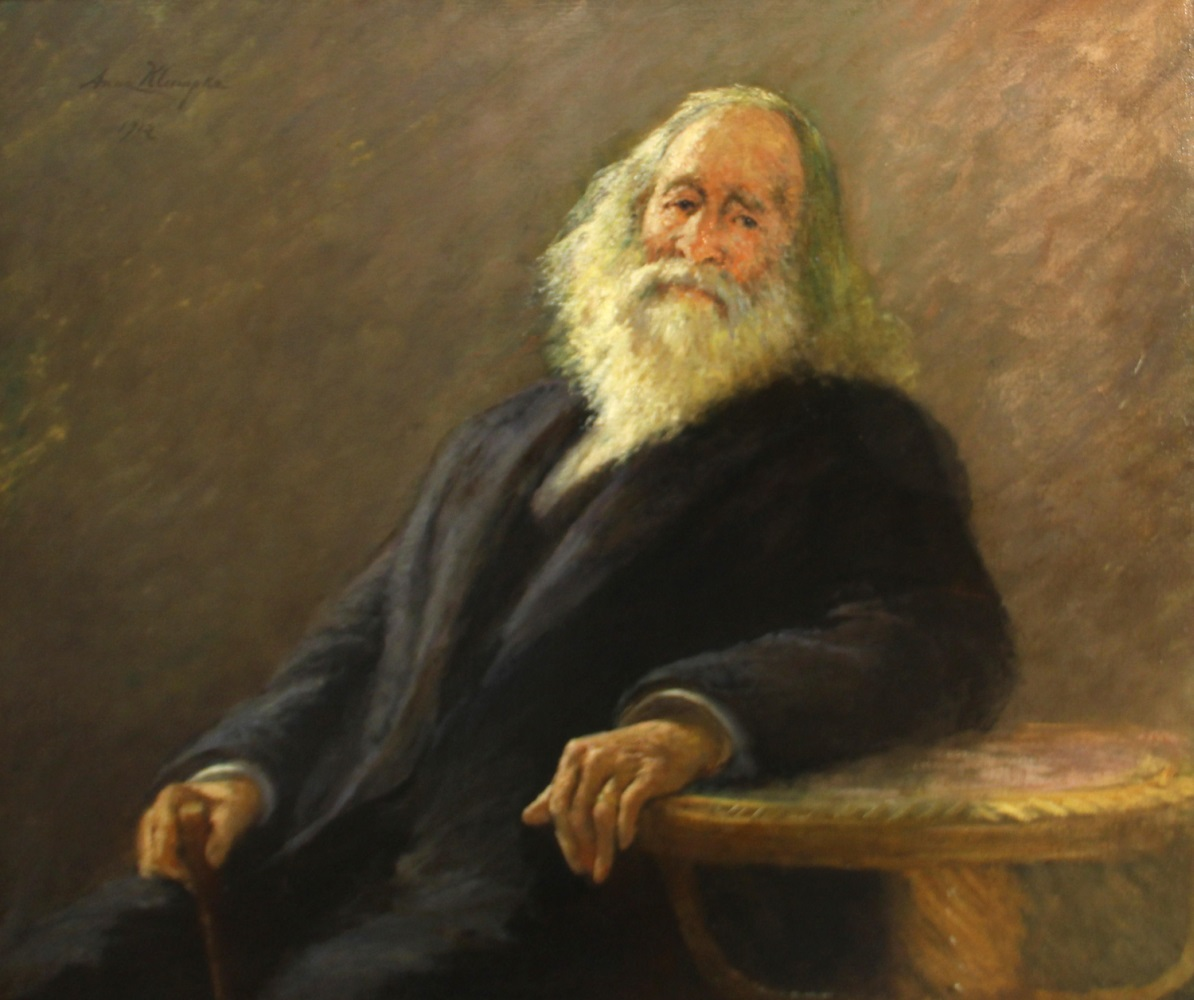
Vater John Gerard Klumpke, 1912
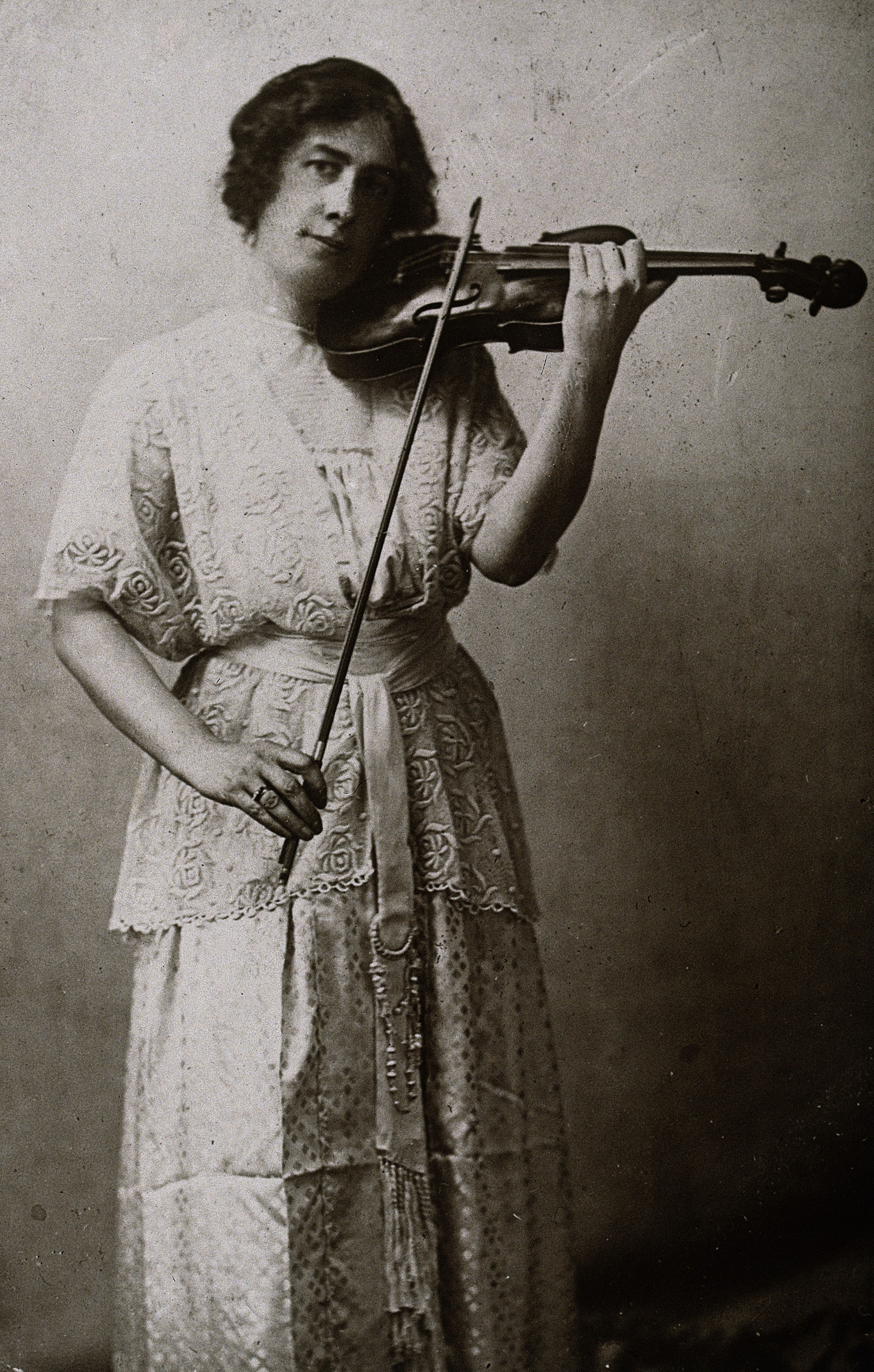
Julia
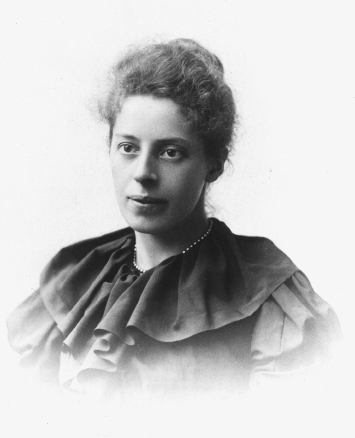
Dorothea, um 1886

Marie Augusta Klumpke kam 1859 als Kind deutschstämmiger Eltern in San Francisco zur Welt. Ihr Vater Johan Gerard Klumpke (1825–1917), der ursprünglich zur Zeit des Goldrausches nach Kalifornien kam und dort ein Vermögen mit Immobilien machte, und ihre Mutter, die Malerin Dorothea Mathilda Klumpke, geborene Tolle († Mai 1922), heirateten 1855.
Augusta hatte einen Bruder (* 1868) und vier Schwestern, darunter die später als Astronomin bekannte Dorothea Klumpke (1861–1942) und die Malerin Anna Elizabeth Klumpke (1856–1942). Ihre Schwester Julia (* 1870) wurde später Violinistin und Komponistin (Schülerin von Eugène Ysaÿe), die Schwester Mathilda eine Pianistin (Schülerin von Antoine François Marmontel).
Als ihre Eltern sich scheiden ließen, zog ihre Mutter mit ihr und ihren Geschwistern im April 1871 nach Europa, wo sie sich in Deutschland und anschließend im Schweizer Clarens aufhielten. Augusta wurde erlaubt, nach Lausanne in eine Pension für Mädchen zu ziehen, um im August 1873 ihr Studium an der École Vinet (École supérieure de jeunes filles) zu beginnen. Sie wollte Medizin studieren, aber da es in Lausanne keine medizinische Fakultät gab, übersiedelte die Familie am 2. September 1876 nach Paris, damit die Geschwister ihren Neigungen entsprechend studieren konnten.

### Medizinische und wissenschaftliche Tätigkeit
Trotz des Widerstandes des Dekans der Fakultät, Edmé Félix Alfred Vulpian, der sie ablehnte, weil sie eine Frau und außerdem sehr jung war, konnte Augusta 1876 das Studium an der medizinischen Fakultät von Paris beginnen, der einzigen, an der sich Frauen zu dieser Zeit einschreiben konnten. Gleichzeitig besuchte sie Kurse an der Sorbonne, bei Louis-Antoine Ranvier am Collège de France und bei Edmond Frémy, der in Frankreich das erste Laboratorium (im Muséum national d’histoire naturelle), das ausschließlich dem Studium und wissenschaftlichen Untersuchungen gewidmet war, gegründet hatte.
Ihre klinische Ausbildung absolvierte sie an mehreren Pariser Kliniken: am Krankenhaus Hôpital de la Pitié bei Étienne Lancereaux, Théophile Gallard, Sigismond Jaccoud, im Hôpital Saint-Louis bei T. Terraillon, am Hôpital Lariboisière bei Simon-Emmanuel Duplay, am Hôpital des Quinze-Vingts bei Theodore Edouard Fieuzal. Außerdem besuchte sie die klinischen Vorlesungen von Jean-Martin Charcot am Hôpital de la Salpêtrière und diejenigen von Valentin Magnan am Centre hospitalier Sainte-Anne. Zwischen 1881 und 1882 absolvierte sie ein Praktikum in der medizinischen Klinik von Professor Hardy am Hôpital de la Charité, im Jahr 1882 war sie in der Ausbildung am Hôpital Saint-Louis in den Diensten von Porak und Professor Grancher.

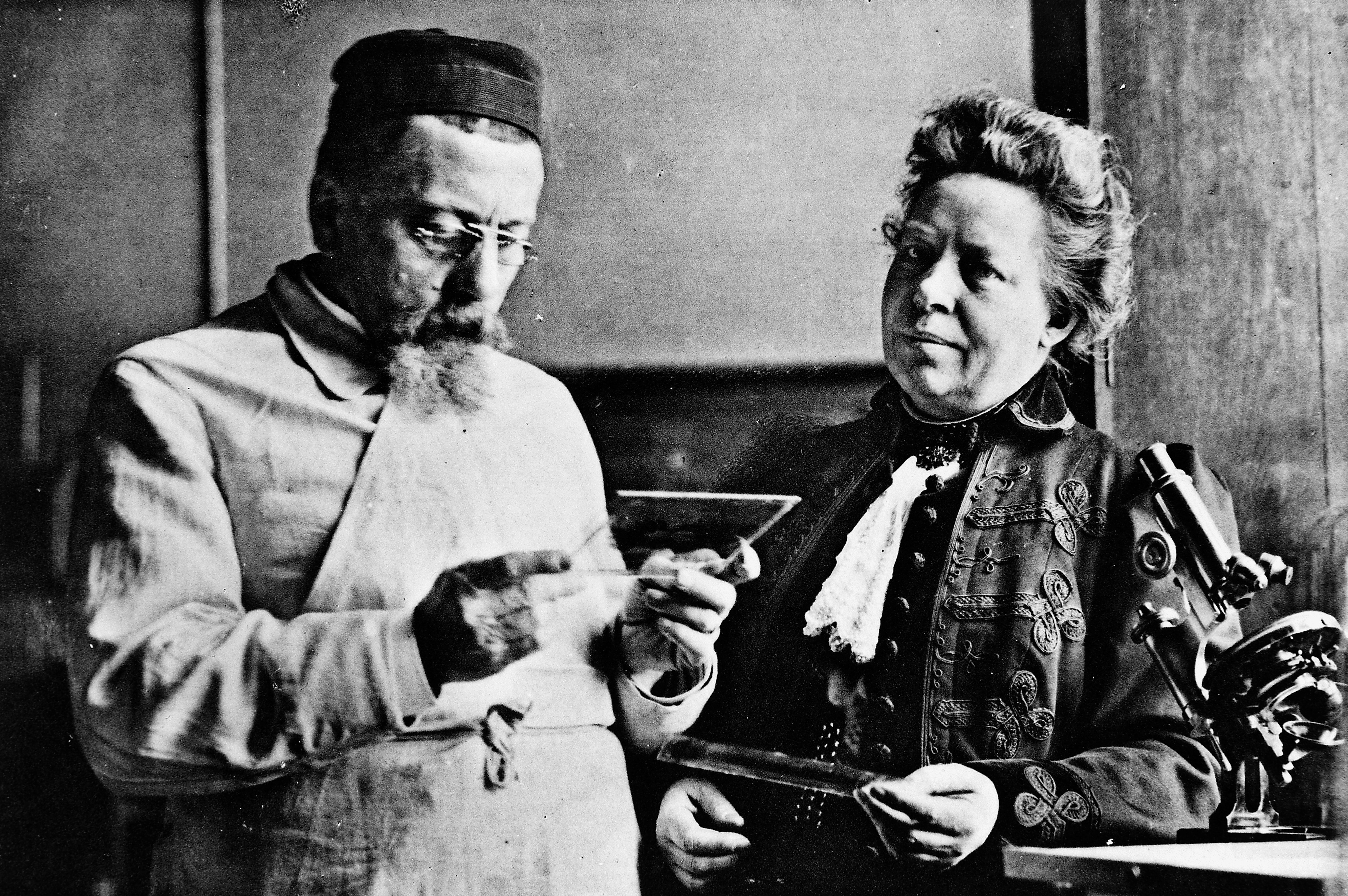
Jules und Augusta Dejerine

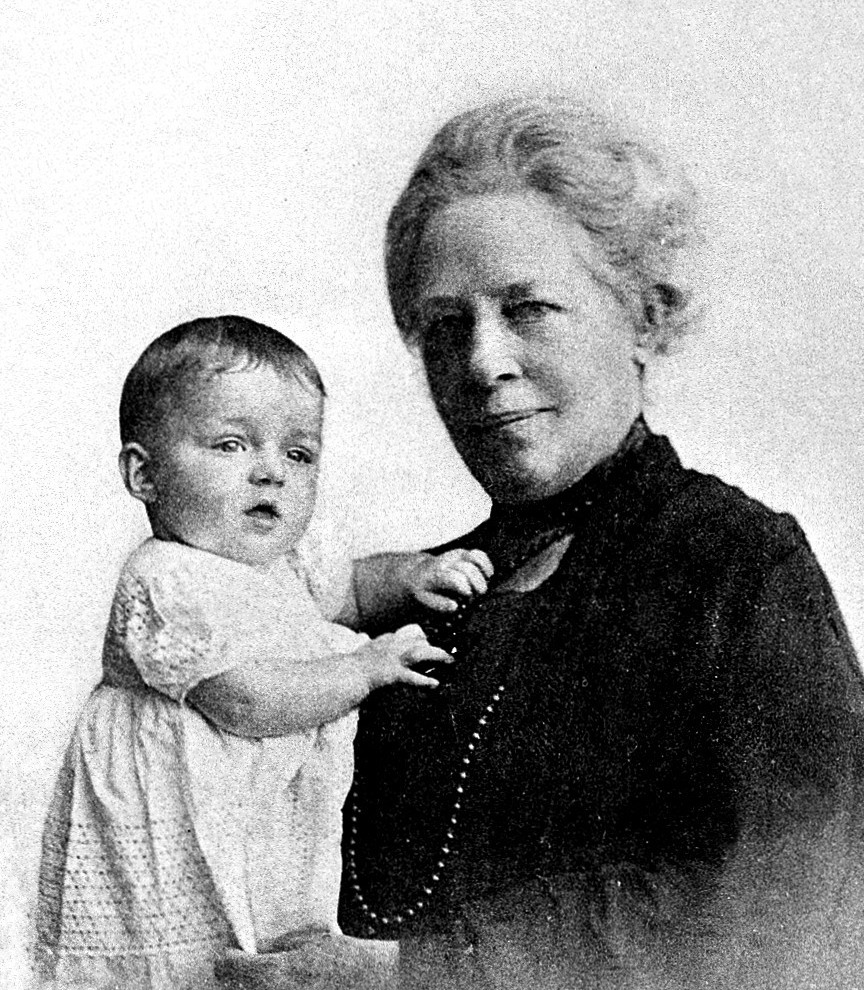
Augusta und Jacqueline Dejerine-Klumpke

Während ihrer Arbeit im Hôpital Saint-Louis machte Klumpke 1880 die Bekanntschaft ihres späteren Mannes, des Neurologen Joseph Jules Dejerine, der ihre herausragende Fähigkeiten während des Studiums bemerkt hatte und über sie schrieb: "Elle a toutes les qualités possibles". Während ihres zweiten und dritten Jahres war Augusta mit der vulpianischen Klinik verbunden. Während dieser Zeit beschrieb sie 1885 eine Form der Kindlichen Plexusparese, heute bekannt als Klumpkesche Armlähmung (untere Plexuslähmung Typ Klumpke), eine Verletzung der Nerven, die die Armbewegung kontrollieren, und die vermehrt nach Beckenendlagen auftritt. 1886 veröffentlichte sie ihre Arbeiten zu Lähmungen nach Bleivergiftungen.
Um ihre Facharztausbildung beginnen zu können, musste sie sich 1885 durch eine Prüfung am Internat des hôpitaux de Paris gegen andere Mitbewerber qualifizieren, ein damaliges Berufsausbildungssystem, das von 1802 bis 2004 die Ausbildung von Fachärzten in Paris ermöglichte. Bei der Aufnahmeprüfung erreichte sie mit dem Thema „Circonvolutions de l’écorce cérébrale, signes et causes de l’hémiplégie organique“ im schriftlichen Teil 29 von 30 Punkten, aber die Jury wollte ihr im mündlichen Teil nicht die notwendige Mindestpunktzahl zuerkennen. Im nächsten Jahr stellte sie sich erneut der Prüfung, erhielt diesmal aber Unterstützung durch den damaligen Bildungsminister und Verfechter der Frauenemanzipation Paul Bert. Klumpke erhielt ihren Doktorgrad im Jahre 1889 mit dem Thesenpapier Des Polynévrites en général et des paralysies et atrophies saturnines en particulier.

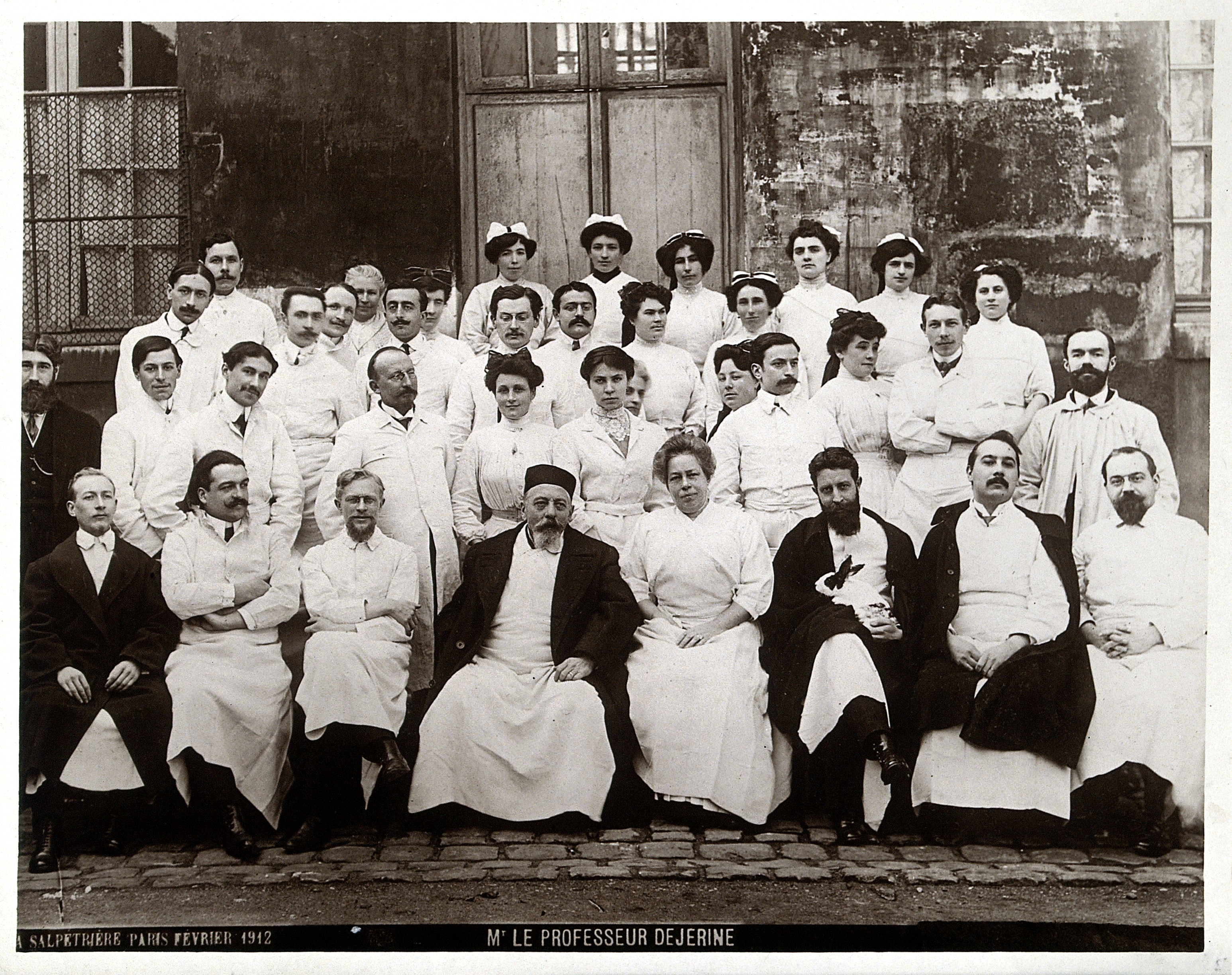
Jules Joseph Dejerine und Augusta Déjerine-Klumpke mit Personal vor der Salpêtrière

Klumpke und Dejerine heirateten im Jahre 1888. Die Ehe war der Beginn einer fruchtbaren Zusammenarbeit in der neurologischen Forschung. Ohne offizielle Position konzentrierte sie sich auf ihre neurologischen Untersuchungen, die sie an den Kliniken, an denen ihr Mann arbeitete, betrieb: von 1887 bis 1894 leitete er die neurologische Klinik in Hôpital Bicêtre und ab 1894 die Klinik des Pavillon Jacquart am Hôpital Salpêtrière. Augusta Dejerine-Klumpke leistete wichtige Beiträge zu den neuropathologischen Schriften ihres Mannes und war an der fachlichen Betreuung seiner Studenten beteiligt. Sie war eine erfahrene und begabte Illustratorin, entwarf schematische Diagramme und zeigte eine überragende Geschicklichkeit beim Schneiden mikroskopischer Präparate aus dem Zentralnervensystem. Unter ihrem eigenen Namen und mit ihren Kollegen veröffentlichte sie eine große Anzahl von neurologischen Artikeln. Während ihres Lebens erschien ihr Name in fünfundfünfzig Artikeln, von denen einige sie selbst geschrieben hatte. Zusammen mit ihrem Ehemann Joseph Jules Dejerine verfasste sie 1895 ein zweibändiges Buch über die Anatomie der Nervenzentren mit dem Namen Anatomie des Centres Nerveux, das 1980 nachgedruckt wurde.

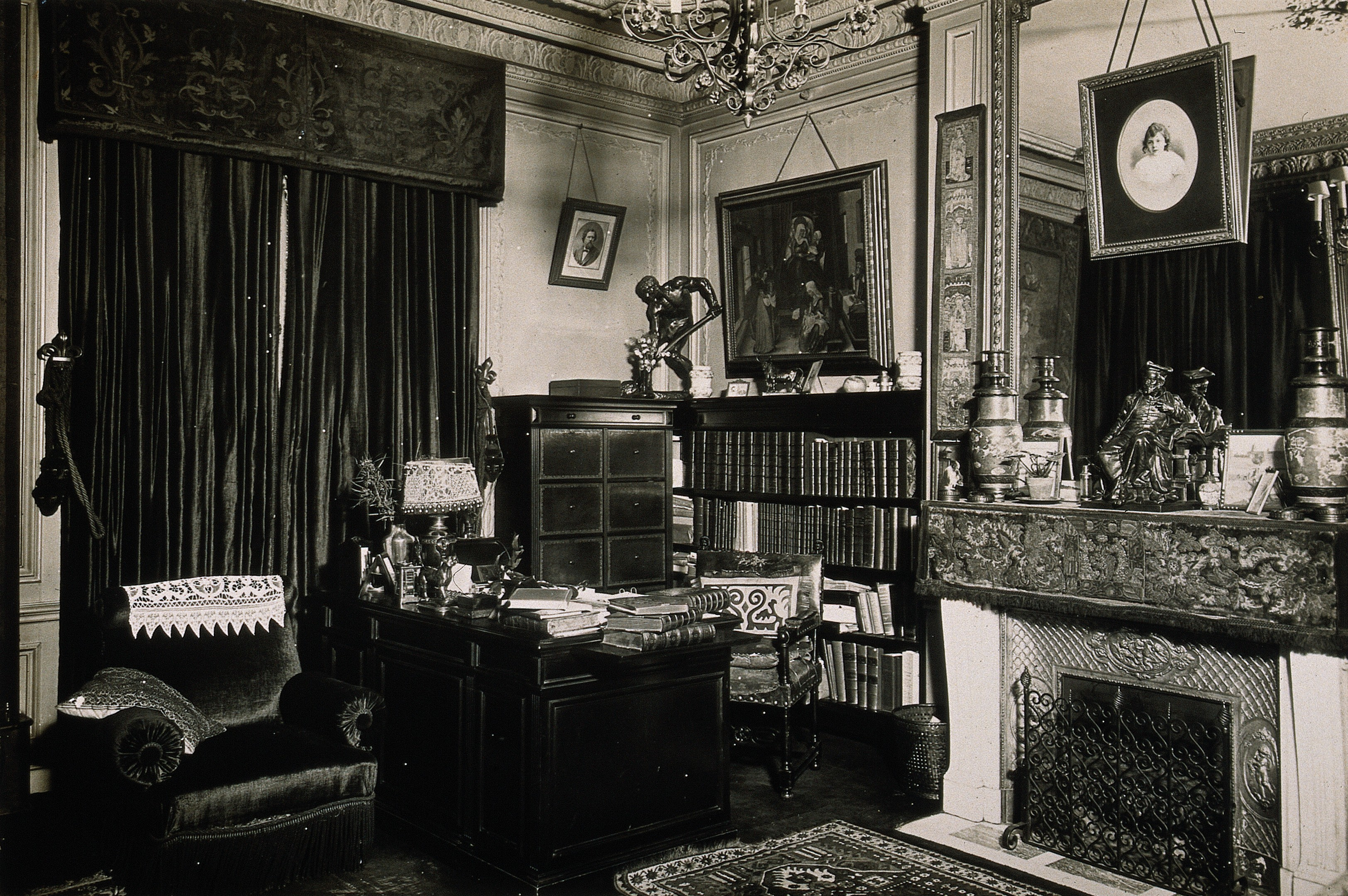
Studierzimmer in der Wohnung, Boulevard Saint Germain, Paris

Während des Ersten Weltkriegs und der folgenden Jahre leistete sie Pionierarbeit in der Behandlung und Rehabilitation von Soldaten mit Verletzungen des Nervensystems und vor allem des Rückenmarks. Die meisten ihrer klinischen und pathologischen Erkenntnisse wurden 1914 in La Sémiologie des affections du système nerveux publiziert.
Nach dem Tod ihres Mannes im Februar 1917 arbeitete sie mit ihrer Tochter, die ebenfalls Ärztin war, und ihrem Schwiegersohn Étienne Sorrel, Professor am Krankenhaus von Berck, an der Pariser medizinischen Fakultät an der Errichtung des Musée Dejerine mit einer Bibliothek für die Erhaltung ihres wissenschaftlichen Nachlasses und richtete ein neurologisches Laboratorium ein.
Klumpke war Mitglied mehrerer wissenschaftlicher Gesellschaften, darunter die Société de Biologie und als erste Frau der Société de Neurologie de Paris, deren Präsidentin sie 1914/1915 war. Im Jahre 1913 wurde Augusta Dejerine-Klumpke zum Chevalier de la Légion d’honneur (Ch. LH) ernannt, 1921 zum Officier de la Légion d’Honneur (O. LH). An Brustkrebs erkrankt, starb sie am 5. November 1927 und wurde neben ihrem Mann auf dem Friedhof Père-Lachaise beigesetzt.

## Schriften (Auswahl)

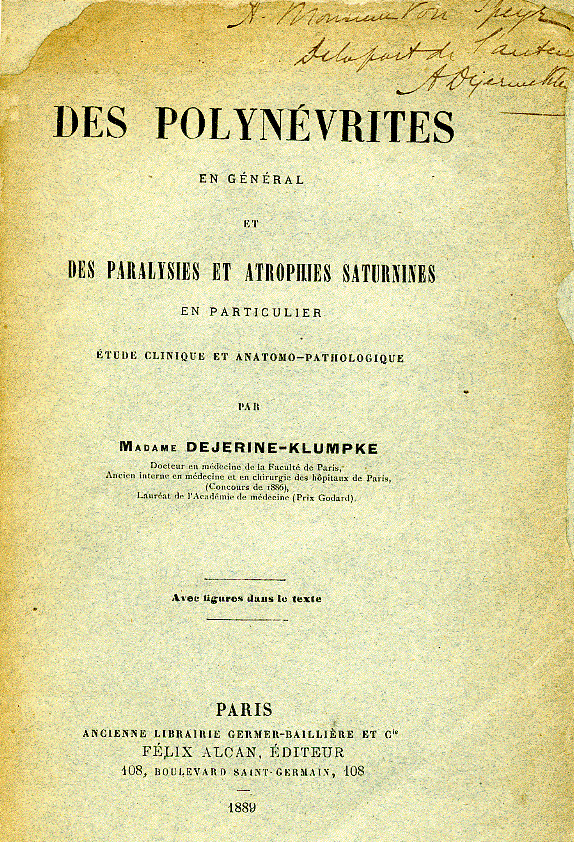
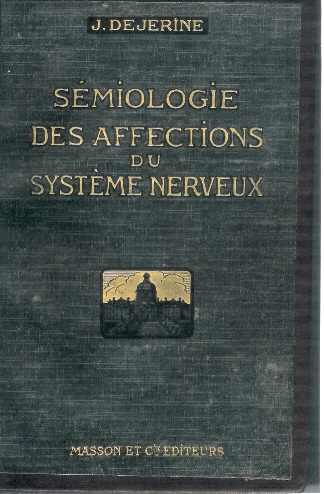

- Des polynévrites en général et des paralysies et atrophies saturnines en particulier. Promotionsschrift, Alcan, 1889, 295 Seiten archive.org (Nachdruck: Nabu Press, 1. Auflage 2013, ISBN 978-1-289-67393-2).
- Anatomie des centres nerveux. Mit Joseph Jules Dejerine, 2 Bände, Paris, 1895 (Band I archive.org, Band II archive.org) und 1901.
- Sémiologie des affections du système nerveux. Mit Joseph Jules Dejerine,  Ed. Masson, Paris, 1914 (Digitalisat).